# 拉马山柳
拉马山柳（学名：Salix lamashanensis）为杨柳科柳属的植物，是中国的特有植物。分布在中国大陆的陕西、甘肃、青海等地，生长于海拔2,700米至3,500米的地区，多生长在高山地区以及阴坡林中空地，目前尚未由人工引种栽培。